# Курмон (Горња Саона)
Курмон (фр. Courmont) насеље је и општина у источној Француској у региону Франш-Конте, у департману Горња Саона која припада префектури Лир.
По подацима из 2011. године у општини је живело 101 становника, а густина насељености је износила 15,81 становника/km². Општина се простире на површини од 6,39 km². Налази се на средњој надморској висини од 542 метара (максималној 547 m, а минималној 320 m).

## Демографија
| 1962. | 1968. | 1975. | 1982. | 1990. | 1999. | 2011. |
| ----- | ----- | ----- | ----- | ----- | ----- | ----- |
| 96    | 98    | 80    | 86    | 91    | 105   | 101   |

График промене броја становника у току последњих година